# Zygophylax cyathifera
Zygophylax cyathifera is een hydroïdpoliep uit de familie Lafoeidae. De poliep komt uit het geslacht Zygophylax. Zygophylax cyathifera werd in 1888 voor het eerst wetenschappelijk beschreven door Allman. 